# Lord & Taylor
Lord & Taylor, con sede en la ciudad de Nueva York, Nueva York, es la tienda departamental de lujo más antigua de los Estados Unidos. Concentrada en la región oriental de Estados Unidos, Lord & Taylor operó de forma independiente durante casi un siglo antes de unirse con American Dry Goods (después como Associated Dry Goods Corp.). Hoy en día, la cadena es la única tienda departamental de asociado que sobrevive, al igual de May Department Stores. Lord & Taylor es propiedad y operada por NRDC Equity Partners, LLC. NRDC le compró la cadena de tiendas a Macy's, Inc. en octubre de 2006, ya que Macy's, Inc. trató de concertarse en las tiendas de la cadena Macy's después de su compra de May Department Stores (haciendo que todas las tiendas departamentales con el nombre de May fueran convertidas a Macy's), y debido a que la marca Lord & Taylor tenía conflictos con las marcas Macy's y Bloomingdale's.
La compañía es operada por NRDC Equity Partners, una compañía que también es dueña Hudson's Bay Company en Canadá y la cadena Fortunoff en el área área metropolitana de Nueva York.

## Historia

### Orígenes
Samuel Lord y George Washington Taylor fundaron la compañía en 1826; fue la primera tienda grande en la Quinta Avenida. Una de sus primicias fue ser la primera tienda de Nueva York en decorar sus ventanas con adornos navideños en vez de mercancía, y la primera en abrir fuera de Nueva York (en 1941 en Manhasset). Lord & Taylor también es conocida por tocar el himno nacional cada día en la apertura del establecimiento de la Quinta Avenida desde 1980.
En 1916 Lord & Taylor se convirtió en uno de los miembros fundadores de la American Dry Goods Co., después de que cambiara de nombre a Associated Dry Goods Corp. Por un gran tiempo fue la tienda líder de la moda y la consideraban la “joyas de la corona” de Asociados; cuando la empresa May Company adquirió ADG en 1986, se pensó que con la compra de ADG por parte de la empresa era sOlo para subir a la división exclusiva de Lord & Taylor.
Lord & Taylor abrió su tienda matriz Starrett & van Vleck diseñada en la Quinta Avenida entre la Calle 38 y 39 del 24 de febrero de 1914. En diciembre de 2007, se le llamó como un icono de la ciudad de Nueva York

### Dorothy Shaver
En 1946, Lord & Taylor se convirtió en la primera tienda en la Quinta Avenida en nombrar a una mujer, Dorothy Shaver, como presidente. 
La asociación de Shaver con Lord & Taylor empezó en 1921 cuando el presidente Samuel Reyburn la alentó a promover y a comercializar "Five Little Shavers," una familia de muñecas creadas por su hermana, Elsie. Las ventas de Dorothy crecieron cuando se unió a Lord & Taylor en 1924 como jefe de la Oficina de compras comparativas. Durante sus primeros meses en la tienda, ella presentó un informe muy inusual al presidente, en la cual analizaba lo que estaba mal con la empresa y como resolverlo.
A Shaver se le dieron más responsabilidades, y las ventas incrementaron, y en 1927, gracias a sus innovaciones logró obtener la membrecía del Consejo de Directos de Lord & Taylor. En 1931, se le ofreció el cargo de Vicepresidente, y se convirtió en la primera vicepresidenta hasta en 1937. En 1941 la Sra. Shaver, trabajando con el muy conocido diseñador Raymond Loewy, abrió una tienda en Manhasset en la cual es considerada como la primera tienda fuera de Nueva York. A diferencia de las incursiones anteriores en los suburbios, que consistía en pequeñas boutiques, esta fue por un esfuerzo comercial que se convirtió en el modelo moderno para las tiendas de los suburbios. La tienda constaba de 66 tiendas individuales. Shaver fue elegida presidenta en 1945, la primera mujer al frente de un importante establecimiento comercial en los Estados Unidos.
Muchos de los servicios especiales de Lord & Taylor fueron introducidos mientras que Shaver estaba al mando, y fue durante este tiempo en el cual ella introdujo el logo escrito en letras cursivas (La Firma del Estilo Americano), convirtiéndose ella en un símbolo de la belleza estadounidense. En 1953, Lord & Taylor presentaron un premio para los pensadores independientes, en la que Alfred Einstein ganó por su "inconformidad" en los asuntos científicos. La era de Shaver terminó oficialmente hasta que murió en 1959, pero su legacía en la modernidad continua hasta estos días en Lord & Taylor. 
En junio de 2000, Lord & Taylor nombraron a su segunda presidenta & ejecutiva, Jane Elfers, la cual sigue al frente de la tienda.

### Reestructuración de 2003
Después de su dramática reestructuración de 2003, pensó en regresar a las raíces originales de Lord & Taylor, y lo más importante era crear una magnífica labor y mejorar la experiencia del comprador en las 54 tiendas restantes, con determinación para dejar atrás la percepción de una mercancía de baja categoría. Las alteraciones como la conversión de los cafés restantes de Lord & Taylor en Larry Forgione's Signature Cafés (desde que cambió a Lord & Taylor Signature) fue la evidencia más clara de que la cadena quería tener su propio estilo. Ocho L&T Signature Cafés están actualmente en operación, además del LT Café localizado en el sexto piso de la tienda matriz de la Quinta Avenida en Manhattan.

### Hudson's Bay Company
El 16 de julio de 2008, NRDC Equity Partners anunció que había comprado las tiendas departamentales canadienses de 338 años Hudson's Bay Company (HBC) por un precio no revelado, con la intención de expandir "reconstruir" la marca y expandir a Lord & Taylor internacionalmente. HBC opera alrededor de 600 tiendas de costa a costa, incluyendo varias tiendas departamentales The Bay en los centros de las ciudades canadienses. NRDC ha dicho que tienen planeado abrir entre 10-15 tiendas Lord & Taylor en toda Canadá, mediante la utilización de los bienes y raíces de HBC. Richard Baker, director de NRDC citó la tienda matriz de The Bay en la Calle Queen en Toronto como un ejemplo, que cubre alrededor de 1 millón de pies cuadrados en varios pisos. Bajo el plan de la expansión, el edificio podría dividirse y ser parte de las tiendas departamentales de The Bay y Lord & Taylor dentro del mismo complejo, con mercancía dividida de HBC, y Zellers, podría abrir una tienda en el primer piso. NRDC ha dicho que tienen pensado abrir nuevas tiendas Lord & Taylor al igual que tiendas Bay, su trabajo se centrará en mejorar HBC, y no suspender cualquier tienda. Las tiendas canadienses Lord & Taylor estarán por encima de la división de tiendas The Bay, pero más baratas que la cadena por departamento Holt Renfrew. La empresa combinada consistirá en Lord & Taylor, Fortunoff, Creative Design Studios y las tiendas de HBC: The Bay, Zellers, Home Outfitters y las tiendas Fields, que opera como Hudson's Bay Trading Company.